# ANZ Centre
L' ANZ Centre est un gratte-ciel néo-zélandais de 143 mètres de hauteur maximale construit à Auckland de 1989 à 1991 (la hauteur du toit étant de 137 m). 
C'était le plus haut immeuble de Nouvelle-Zélande a son achèvement en 1991. En 2023 il fait encore partie de l'un des cinq plus haut gratte-ciel de Nouvelle-Zélande.
L'immeuble abrite des bureaux sur 35 étages pour une surface de plancher de 33 187 m².
L'architecte est l'agence d'architecture australienne Hassell Pty Ltd